# تومي هال
تومي هال (بالإنجليزية: Tommy Hall)‏ (15 يونيو 1908 في المملكة المتحدة - 1 يناير 1973 بدارلينغتون في المملكة المتحدة) هو لاعب كرة قدم بريطاني (وحمل سابقاً جنسية المملكة المتحدة لبريطانيا العظمى وأيرلندا) في مركز نصف الجناح. لعب مع دارلينجتون إف سى.